# Maria Deraismes
Marie-Adélaïde Deraismes (París, 17 de agosto de 1828-París, 6 de febrero de 1894), conocida como María Deraismes, fue una destacada pensadora francesa del siglo XIX, periodista, escritora, masona y activista en la defensa de la igualdad y los derechos de la mujer. En 1869 fue cofundadora del periódico Le Droit des femmes ("El derecho de las mujeres") en París y, al año siguiente, fundadora de una asociación con el mismo nombre que presidió ella misma. En 1881 fue copropietaria y codirectora del periódico El Republicano. En 1882 fundó la Liga Francesa por el Derecho de las Mujeres. En 1893 fue cofundadora, junto a Georges Martin, de la Orden Masónica Mixta Internacional Le Droit Humain - El Derecho Humano, la primera obediencia masónica mixta.
Compiló sus discursos en el libro Eva en la Humanidad (1891). Consideraba que la inferioridad de las mujeres no es un hecho de la naturaleza y que la inferioridad legal no se basa en ninguna ley natural sino que resulta de la intervención masculina. Defendía el voto femenino; la reforma de las leyes injustas, sobre todo las que guardaban relación con la familia; la ampliación y laicización de la educación femenina; la dignificación de la imagen de la mujer en la ficción; la mejora de la situación de las mujeres proletarias; el drama social de la prostitución y la necesidad de su abolición.
Está considerada precursora de Simone de Beauvoir (1908-1996) en la defensa de la igualdad de género, sin embargo durante años ha sido una gran desconocida fuera de Francia. Su obra (Eva en la Humanidad) fue traducida por primera vez al español en 2010 por la fundación que lleva su nombre.

## Datos biográficos
Nacida en París, creció en Pontoise en la parte noroeste de la ciudad. De una familia acomodada y librepensadora que proporcionó a sus hijas una educación sólida, se crio en un ambiente que le permitió ser autora de varios trabajos literarios, pero pronto ganó una reputación como muy buena comunicadora. Su padre, comisario mercantil, se sintió atraído por las ideas de Voltaire e hizo gala de un gran anticlericalismo y de hostilidad hacia los jesuitas. No prohibió a su mujer ir a misa dos o tres veces al año como para el bautismo de su hija María, el 20 de agosto de 1828. A pesar de un padre anticlerical y una madre cuya fe no era muy profunda, María sintió la necesidad de estudiar la Biblia y las religiones orientales. Después de haber aprendido griego y latín para descubrir a los autores antiguos, estudió los escritos de los principales filósofos de la Ilustración y se convirtió, a los veinte años, en una mujer erudita, idealista, convencida de la perfectibilidad del ser humano, de su capacidad para construir una sociedad fundamentada en la libertad y en la búsqueda de la igualdad. Creía en los cambios pero no en la revolución, en su acción política, por lo que siempre intentó hacer avanzar a la sociedad con reformas progresistas. Se convenció de la importancia de la educación para desbloquear el desarrollo de la sociedad y de la ley para desarrollar las reformas.[cita requerida]
Después de la muerte de su padre en 1852, continuó viviendo al lado de su madre y su hermana. Le gustaba escribir y colaboraba en publicaciones como Le Nain jaune o Le Grand Journal. Y rápidamente descubrió el arte de la oratoria.[cita requerida]
Después de la muerte de sus padres, siguió recibiendo una confortable renta, que le permitió satisfacer sus ambiciones intelectuales, y empezó a desarrollar su carrera como periodista. Así, cercana a las ideas femeninas que proliferaban y agitaban la vida intelectual al mismo nivel que las oposiciones entre los republicanos y conservadores, su cultura y su elocuencia le dieron la oportunidad de probar sus talentos como oradora.
Se hizo activista en la promoción de los derechos de la mujer y, en 1866, se afilió a la Société de la revendication des droits de la femme, una organización feminista de vanguardia en favor de la educación para las mujeres. En 1869, fundó L'Association pour le droit des femmes junto con Léon Richer. Es también la época en la cual el Gran Oriente de Francia, para reaccionar a las numerosas críticas e injurias de las que los masones eran objeto, decidió organizar “conferencias filosóficas” en los locales de la calle Cadet en París. A iniciativa de los redactores del periódico L'Opinion national, Léon Richer, pensador libre, republicano, masón activo e influyente, venerable maestro de la logia “Mars et les Arts”, recurrió a María Deraismes porque le gustó su talento y sus ideas sobre la necesidad de emancipación de la mujer. María acepta pronunciar una conferencia sobre la temática de “La moral” y, satisfecha de su éxito delante de un auditorio que ya la conocía, pronuncia otras conferencias sobre los temas de “la moral independiente”, “el placer”, “la polémica”, “la vida privada”, “la educación”, “la influencia de la novela” y otras, a través del feminismo.[cita requerida]
Entre 1869 y 1870, apoyó activamente al grupo de Louise Michel, André Léo y Élisée Reclus, que propugnan una educación para las jóvenes. Después de la guerra de 1870, Maria Deraismes, propagandista de la juventud republicana, defiende las ideas democráticas y en 1876 funda la « Société pour l'amélioration du sort de la femme ». Así empezó una nueva serie de conferencias sobre los derechos de los niños, el sufragio universal, etcétera. En 1878, coorganizó, con Léon Richer, el Congreso internacional del Derecho de las Mujeres, en el que se plantearon cinco principales temas: la historia, la educación, la economía, la moral y la legislación. En 1881, organizó con Victor Poupin el primer Congreso anticlerical y se convirtió en directora del periódico Le Républicain de Seine et Oise el mismo año en el que este derecho se hizo posible para las mujeres.
El trabajo de Deraismes fue reconocido en el Reino Unido y tuvo gran influencia sobre los activistas estadounidenses, como Elizabeth Cady Stanton, a quien conoció en París en 1882, en la masonería.[cita requerida]
Fue iniciada en la masonería el 14 de enero de 1882 en la logia "Les Libres Penseurs" en Le Pecq, una pequeña villa al oeste de París. Según algunas investigaciones, fue la primera mujer masona en su país, icono de la equidad en la iniciación (la primera mujer en la masonería en general fue Elizabeth Aldworth).[cita requerida]
Once años después, el 4 de abril de 1893, María Deraismes y Georges Martin, un reconocido masón, fundaron en París la primera logia mixta.[cita requerida]
Resultado de esta logia mixta  nace la Gran Logia Simbólica Escocesa "El Derecho Humano", estableciendo la igualdad de los hombres y las mujeres, de la cual surgió más adelante la Orden Masónica Mixta Internacional Le Droit Humain.[cita requerida]

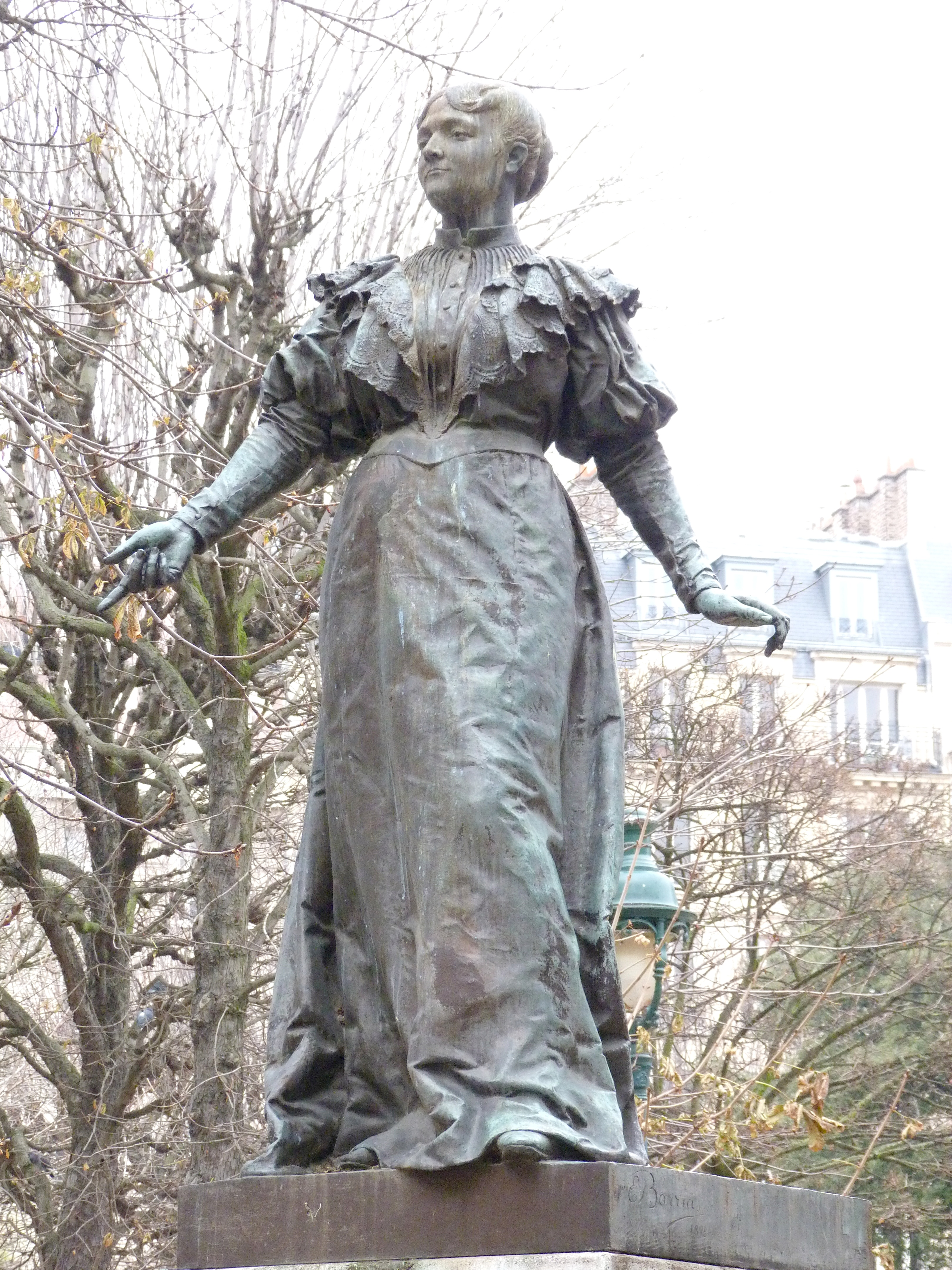
Estatua de Maria Deraismes, en la plaza Epinettes de París.

Con la ayuda de defensores como Hubertine Auclert, trabajó para alcanzar la emancipación política de las mujeres, y fue propuesta como candidata simbólica en las elecciones de 1885.[cita requerida]
A su muerte en 1894, fue sepultada en el Cementerio de Montmartre. Sus obras completas se publicaron en 1895 y puede encontrarse mucha información sobre su trabajo en la Biblioteca Municipal Marguerite Durand en París.[cita requerida]
Su celebridad fue tal que al año de su fallecimiento se rebautizó una calle de París con su nombre y cuatro años después se erigió una estatua de bronce en la que quedó inmortalizada como conferenciante, a diferencia de las estatuas de la mayoría de mujeres de la época habitualmente sentadas y con libros en la rodilla. La plaza principal de la ciudad de Saint-Nazaire también fue bautizada en su honor.[cita requerida]

## Ideas
Maria Deraismes fue una librepensadora y miembro de una logia masónica. Se posicionaba en contra del pensamiento oscurantista y misógino del catolicismo, y se declaraba anticlerical frente a la jerarquía que propagaba la fe católica y que, en su opinión, imponía la supremacía del hombre sobre la mujer. Durante una conferencia en el Trocadero de París en noviembre de 1881, se comprometió con la masonería en la lucha contra el poder de la Iglesia Romana.[cita requerida]
Teórica del feminismo, consideraba que la ruptura de la mujer con el dogma es un acto de alivio, una obra de liberación y una declaración de independencia. Reivindicó el reconocimiento jurídico de los derechos de las mujeres y concentró su acción en este objetivo. También hizo hincapié en la reivindicación del derecho al voto de las mujeres, que no consideraba una cuestión secundaria.[cita requerida]
Durante un banquete feminista organizado el 11 de julio de 1870, leyó un manifiesto en el que pedía a los parlamentarios que concedieran a las mujeres derechos cívicos y políticos.[cita requerida]
Estaba a favor de la abolición de la prostitución, un combate que dirigió al lado de la feminista inglesa Josephine Butler. Para ella, la prostitución es una manifestación de la opresión masculina y del antagonismo entre los hombres y las mujeres.
Desarrolló un pensamiento laico siempre en favor del amor real al prójimo, y defendía la igualdad entre los hombres y las mujeres. Aunque creía en la República, la lucha junto a los hombres republicanos provocó enfrentamientos, ya que debía combatir junto a personas que consideraba opositoras a la emancipación femenina.
Denunció también una visión demasiado romántica de la mujer, una quimera que frena su emancipación, sobre todo en el mundo de la pintura, de la literatura y del teatro; por ello, dedicó conferencias a criticar a autores tanto históricos como contemporáneos.
Además, fue muy crítica con el hombre del pueblo, que, según ella, desprecia y humilla a su pareja; atribuye las desigualdades entre los géneros más a la pereza que a las estructuras políticas.

## Obras en ediciones modernas

### En francés
- Eve dans l'humanité, artículos y conferencia de Maria Deraismes, Préface d'Yvette Roudy, éd. Abeille et Castor, Angoulême, 2008
- Les Droits de L'enfant : Conferencia de Maria Deraismes, Ed. Mario Mella, Lyon, 1999
- Ce que veulent les femmes, artículos y discursos de 1869 hasta 1894, éd. Syros, 1980
- Œuvres complètes de Maria Deraismes (éditeur Félix Alcan, 108 boulevard Saint-Germain à Paris)
- Volume 1 : France et progrès ; Conférence sur la noblesse, en octubre de 1895
- Volume 2 : Eve dans l'Humanité ; Le Droits de l'Enfant, en enero  1896
- Volume 3 : Nos Principes et nos Mœurs ; L'Ancien devant le Nouveau, en enero de 1897
- Volume 4 : Lettre au clergé français ; Polémica religiosa, en 1898.

### En español
- DERAISMES, Maria (2010): Eva en la humanidad. Madrid. Fundación María Deraismes (traducción de Manuela Garijo y prólogo de María Viedma).

## Obras en edición original
- Nos principes et nos mœurs, ed. Michel Lévy frères, Paris, 1868.
- L’Ancien devant le nouveau, Librairie nationale, Paris, 1869.
- Lettre au clergé français, ed. E.Dentu, Paris, 1879.
- Les Droits de l’enfant, ed. E. Dentu, Paris, 1887
- Épidémie naturaliste [Émile Zola et la science], discurso pronunciado en 1880 por Maria Deraismes, éd. E. Dentu, Paris, 1888.
- Ève dans l’humanité, ed. L. Sauvaitre, Paris, 1891.
- Le Théâtre de M. Sardou, conferencia presentada el 21 de enero de 1875, en la sala des Capucines, Paris: E. Dentu, 1875.
- Ligue populaire contre l'abus de la vivisection: Discurso pronunciado por Mlle Maria Deraismes, en la conferencia del 23 de septiembre de 1883, en el Théâtre des Nations, Paris: A. Ghio, 1884.

### En francés
- Françoise Jupeau-Réquillard, La Grande Loge Symbolique Écossaise 1880-1911 ou les avant-gardes maçonniques, Éditions du Rocher, 1998.
- Daniel Ligou et al, Histoire des Francs-Maçons en France, vol. 2, Privat, 2000.
- Jean-Louis Debré et Valérie Bochenek, Ces femmes qui ont réveillé la France, Paris, Arthème Fayard, 2013.
- Tristan Bourlard, Le Petit Abécédaire du féminisme selon Maria Deraismes, 2015.
- Maria Deraismes: journaliste pontoisienne : une féministe et libre-penseuse au xixe siècle, actes du colloque Maria Deraismes, organizado por la Fédération Nationale de la Libre Pensée et l'Association laïque des Amis de Maria Deraismes, el 14 de marzo de 2009, bajo la dirección de Claude Singer, Karthala, 2001.
- Fabienne Leloup, Maria Deraismes, riche, féministe et franc-maçonne, Paris, éditions Michel de Maule, 2016 (novela histórica).